# پیر بیلون
پیر بیلون (به فرانسوی: Pierre Billon) نویسنده قرن بیستم میلادی اهل فرانسه است.